# Liste des couvents de Corse

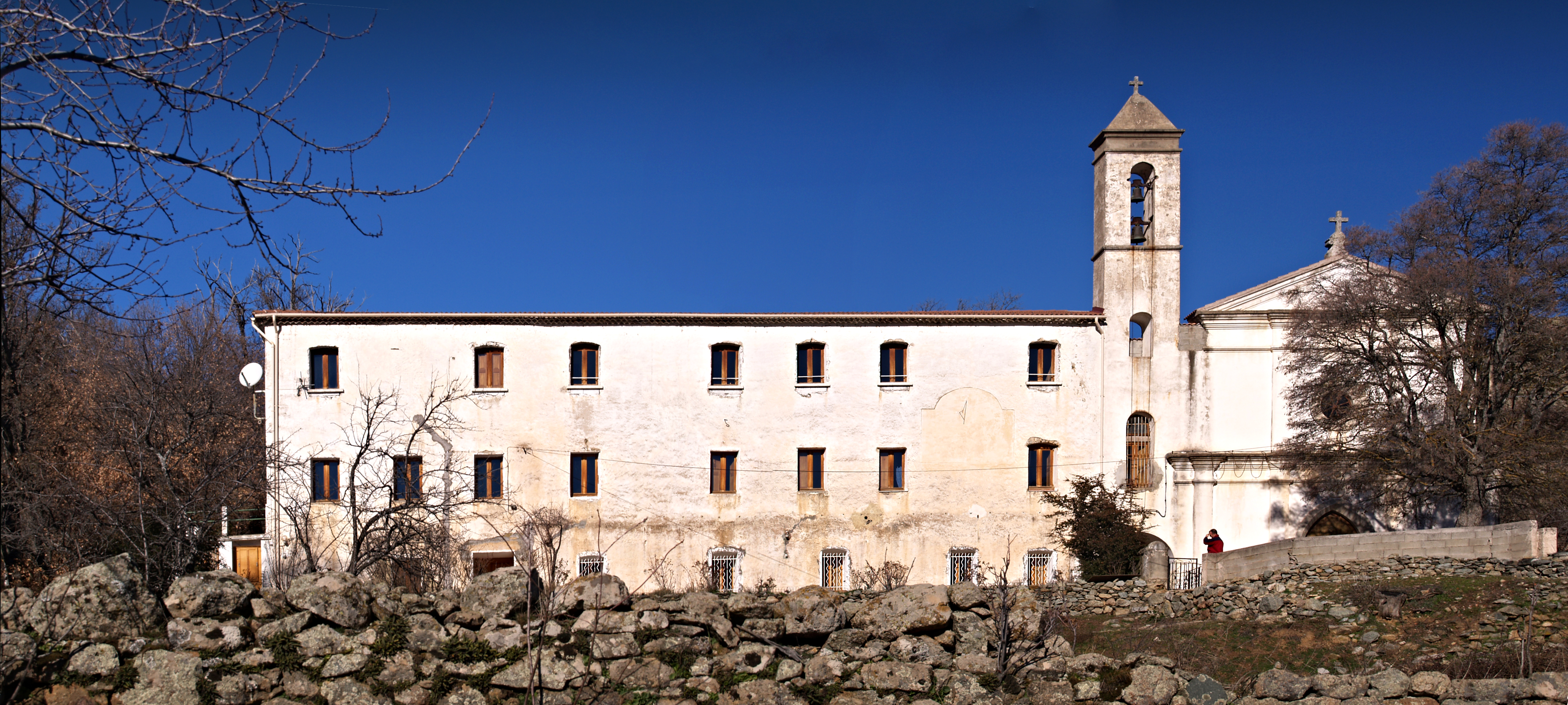
Couvent Saint-François de Calacuccia.

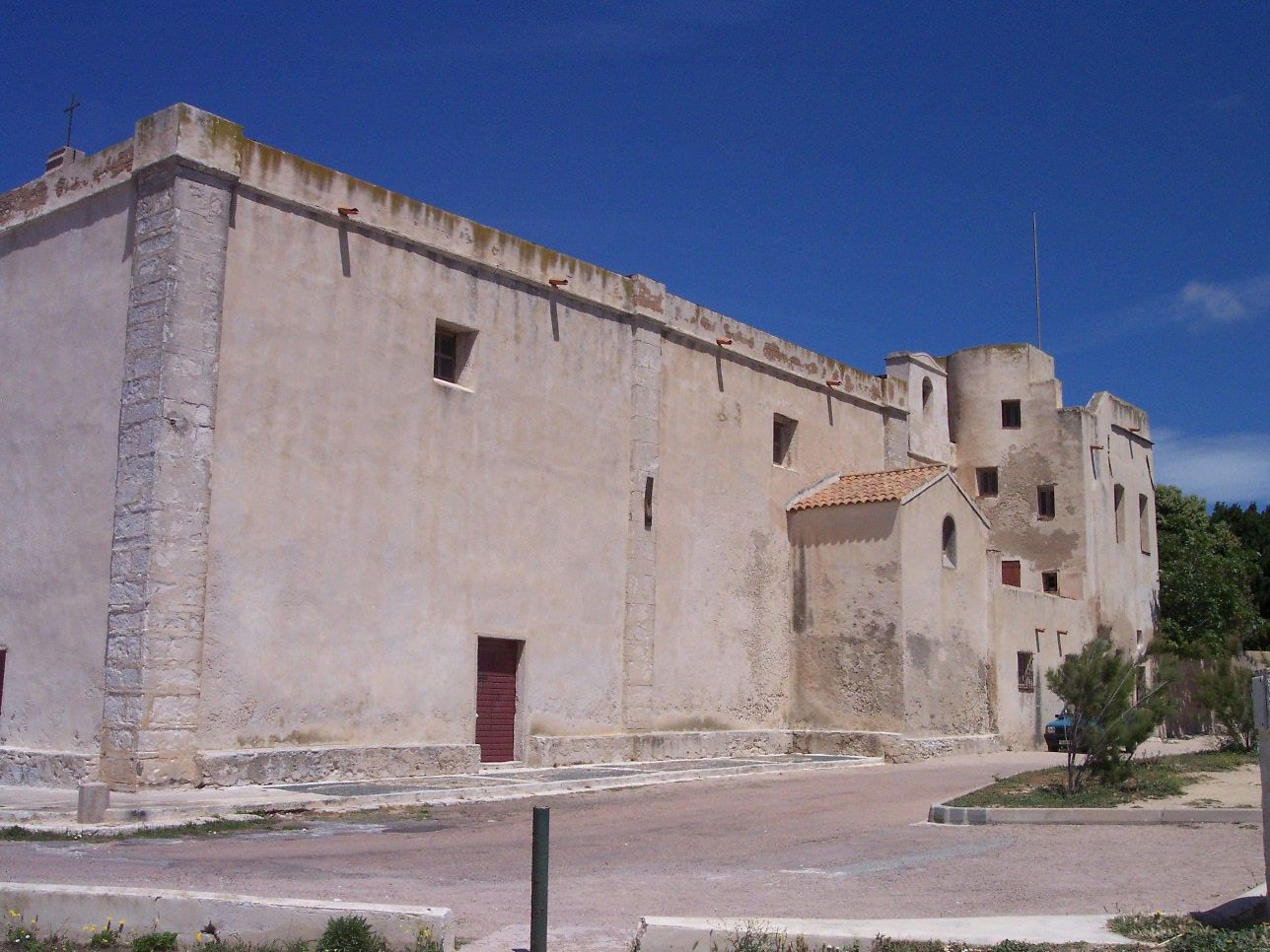
Couvent Saint-François de Bonifacio.

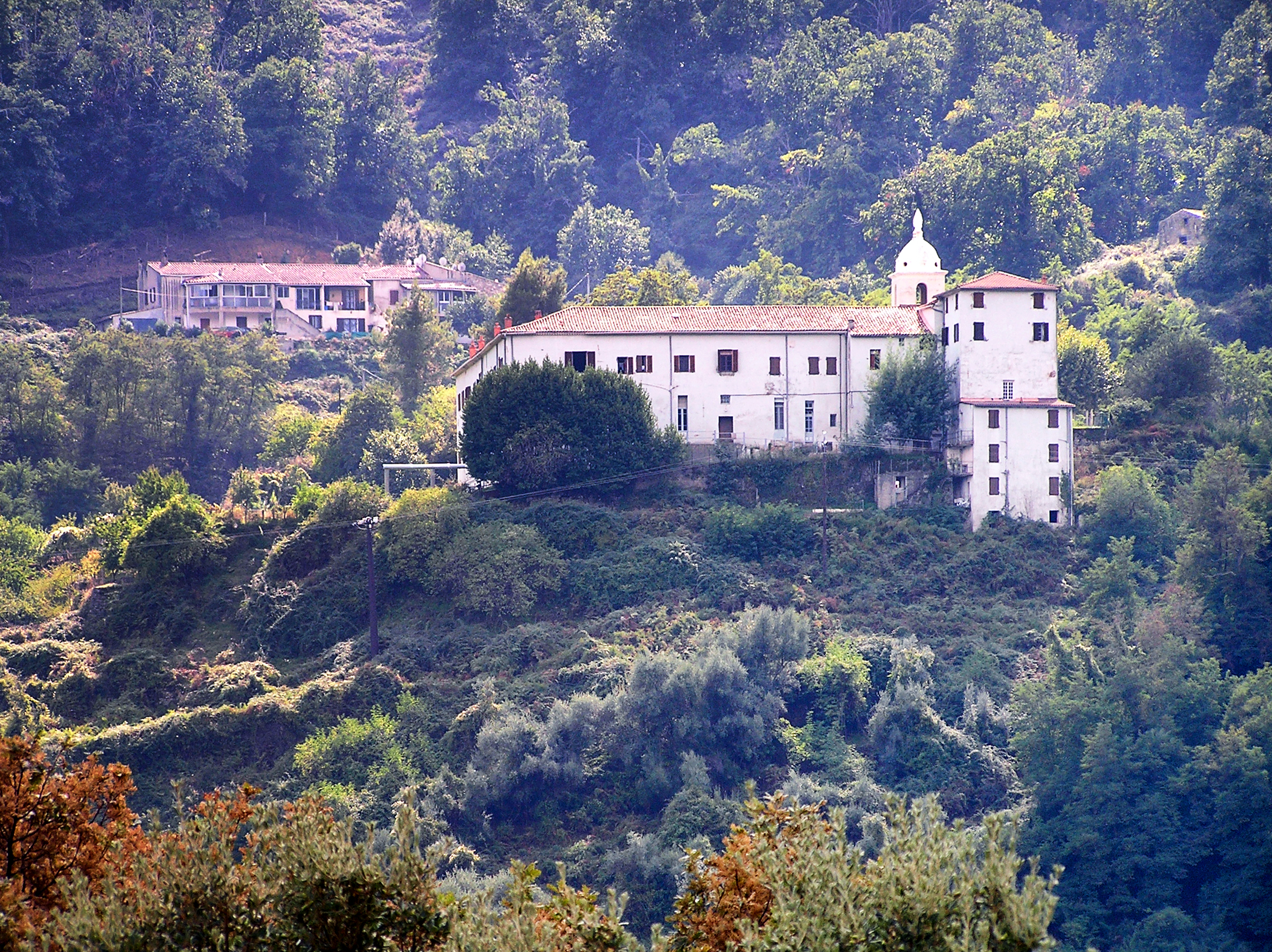
Couvent Saint-François de Vico.

Île où, dès l'Antiquité, la religion dominante est le catholicisme, la Corse a vu s'élever sur son sol des dizaines de couvents, presque un par pieve (ou paroisse).

## De l'origine des couvents
Au VIe siècle, sous l'impulsion de Saint Grégoire profond politique et habile tacticien, le clergé part à la conquête spirituelle de la Corse. 
Dans son ouvrage La Corse dans l'Antiquité et le Haut Moyen Âge, Xavier Poli parlant de Saint Grégoire, écrit : « Dès la première année de son pontificat (591), il prescrivit de bâtir un couvent dans l'île, qui n'en possédait aucun. Les monastères, pépinières de clercs, sources permanentes d'instruction et d'édification, étaient un élément essentiel pour assurer le triomphe de l'église. Le pape presse les travaux, fournit l'argent nécessaire, intervient même dans le choix de l'emplacement. Il veut que le couvent s'élève sur le bord de la mer, dans un endroit fortifié ou facile à fortifier. Les barbares menaçaient l'empire et il importait que les moines fussent à l'abri d'un coup de main ».
Selon Poli, le couvent de Sainte-Marie qui s'élevait à l'emplacement actuel de la chapelle de Sainte-Catherine-de-Sisco, serait le premier couvent de l'île, couvent mentionné par la correspondance de Saint Grégoire, construit et offert à l'Église par une vénérable femme nommée Labina (ou Labinia ou Albina). 
Au VIe siècle, il existait aussi un second couvent dû aux générosités de la pieuse Labina. « Nous pensons que nous sommes en présence de l'abbaye de San Stefano-de-Venaco, dont l'antiquité se perd dans les ténèbres des donations au monastère de Monte Cristo. Ce qui est certain c'est que, jusqu'à preuve du contraire, les couvents de Sainte-Marie-de-Sisco et de San-Stefano-de-Venaco sont les plus anciens de la Corse et tout porte à croire qu'ils remontent au pontificat de Saint Grégoire ». 
Au milieu du VIe siècle, le Saint Siège érige des évêchés et des paroisses. Alors que l'autorité impériale s'affaiblit, le Pape autorise la fondation de couvents d'où jaillissent l'instruction et la civilisation. En moins de deux siècles, la Corse, lasse du joug des Barbares qui l'écrasent, est acquise au Saint-Siège. 
Malheureusement pour l'île; la Papauté va bientôt se heurter à un ennemi terrible, le Sarrasin. 
Vers 759, l'île était sérieusement menacée ; les moines du couvent de la Gorgona dont dépendaient les couvents insulaires, ne se sentant plus en sûreté, faisaient transporter, de Corse à Brescia, les reliques de Sainte Julie 808 - 809, presque toute la Corse, sans défense, connaît toutes les horreurs de l'occupation musulmane.
Par un édit du 20 février 825, l'empereur Lothaire fait un appel aux armes en faveur de la Corse en danger. Les comtes de l'île avec tous leurs vassaux devaient entrer en campagne. Boniface II, comte de Lucques, désigné comme prévôt de la province, est investi des pouvoirs militaires les plus étendus. Il réunit bientôt une petite armée composée de Corses et de Toscans.
Vers le milieu du VIIIe siècle, la Corse est tombée au pouvoir des Sarrasins qui l'occupent en maîtres. Elle restera sous domination sarrasine jusqu'au début des années du XIe siècle, vers 1030. Les couvents déserts sont repeuplés et les autels abattus relevés.
Au commencement du XIe siècle, les Sarrasins, fortement éprouvés par les échecs qu'ils avaient subis en France et en Italie, avaient perdu du terrain en Corse.
Hugues, marquis de Toscane, considérait comme faisant partie de son domaine les terres de la Corse, dont il disposait en faveur de l'abbaye de Saint-Sauveur de Sesto. Deux chartes provenant des 
archives de San Mamiliano de Monte-Cristo, font mention des marquis Guillaume et Hugues qui, en 1019 et 1021, auraient veillé au salut de l'île. 
Au XIe siècle, le monastère de la Gorgone devenu bénédictin eut en 1116 un « pied-à-terre » à Tomino, l'église San Nicolao, qui devient une chartreuse au XIVe siècle à la suite de son union avec les Chartreux de Pise.
Tous ces couvents ont joui du droit d'immunité et d'asile jusqu'en 1768, date du passage de la Corse sous administration militaire française.
Durant la grande révolte des Corses contre les Génois (1729-1769), beaucoup de ces couvents (couvents d'Orezza, de Bozio, de Saint-Antoine, Oletta, de Caccia, ...) ont servi de lieux de rencontres pour des consultes (assemblée).

## Les couvents du Cap Corse
Au cours du dernier millénaire, le Cap Corse a compté jusqu'à dix-huit couvents et monastères. Quelques-uns sont encore occupés de nos jours.  
Construits sur les hauteurs pour être à l'abri des incursions barbaresques, ou sur le littoral en période de paix, la plupart des couvents sont désaffectés, d'autres ruinés depuis longtemps. Voici la liste de ces édifices religieux par ordre N-S et O-E : 
| Commune             | Village ou hameau | Nom du couvent                                 | Communauté                           | Date         | Observations |
| ------------------- | ----------------- | ---------------------------------------------- | ------------------------------------ | ------------ | --- |
| Ersa                | Botticella        | ancien couvent Santa Maria Nativita            | Capucins                             | XVIe siècle  | actuelle mairie |
| Rogliano            | Vignale           | ancien couvent San Francescu                   | Mineurs observants (ou observantins) | 1520         | désaffecté depuis 1789 |
| Morsiglia           | Mute              | ancien couvent de l'Annonciation (Annunziata ) | Servites de Marie                    | XVe siècle   | 1903 : départ des Capucins qui l'avaient occupé. MH. |
| Tomino              | Stoppione         | chapelle la Chartreuse                         | Chartreux                            | XIVe siècle  | l'église San Niculaiu du XIe siècle est donnée par Ildebrandus (Hildebrando), évêque de Mariana, aux moines de l'île de Gorgone. La chapelle voisine est un ancien couvent des Chartreux.                                              |
| Pino                | Scalo             | ancien couvent San Francescu                   | Mineurs observants (ou observantins) | XVe siècle   | occupé ensuite par des Franciscains |
| Luri                | Spergane          | ancien couvent San Nicolao                     | Capucins                             | XVIe siècle  | les bâtiments ont abrité de 1930 à 1984 un établissement scolaire "la Maison d'enfants de Luri". |
| Cagnano             | Carbonacce        | ancien couvent d'Oveglia                       | Capucins                             | XVIe siècle  | occupé par les moines jusqu'à la Révolution - MH. |
| Barrettali          | Conchiglio        | ancien couvent de l'Annunziata                 | Servites de Marie                    | XVIe siècle  | l'ancien couvent des Servites de Marie de l'Annunziata date de la fin XVIe siècle, La chapelle ainsi que le petit couvent de Servites auquel elle appartenait ont été construits en 1590.                                              |
| Canari              | Pieve             | ancien couvent San Francescu                   | Mineurs observants (ou observantins) | 1506         | ruiné depuis le XIXe siècle. Subsiste l'église conventuelle, actuelle église paroissiale. |
| Sisco               | Marine de Sisco   | ancien couvent Sainte-Catherine                | Servites de Marie                    | XIIIe siècle | les Servites ont remplacé les Augustiniens au XIIIe siècle. À l'origine, c'était une tour carrée fortifiée du XIVe siècle qui est reconstruite et aménagée en couvent au XVIe siècle après un raid sarrasin. - MH.                     |
| Sisco               | Sant' Antone      | ancien couvent Sant' Antone                    | Récollets                            | XVIIe siècle | couvent désaffecté, acquis par la commune. Aménagé en 1964 en colonie de vacances. |
| Nonza               | Pieve             | ancien couvent San Francescu di Nonza          | Mineurs observants (ou observantins) | XIIIe siècle | couvent ruiné depuis le XIXe siècle |
| Brando              | Lavasina          | couvent franciscain de Lavasina                | Franciscains.                        | XIXe siècle  | les Franciscains sont appelés en 1859 comme gardiens du sanctuaire de Notre-Dame de Lavasina ; le couvent a été bâti pour eux à côté de l'église.                                                                                      |
| Brando              | Pozzo             | ancien couvent San Bartulumeu                  | Capucins                             | XVIe siècle  | désaffecté. Son église est l'actuelle église paroissiale et le siège de la confrérie San Bartulumeu |
| Brando              | Castello          | ancien couvent San Francescu                   | Récollets                            | 1474         | ruiné |
| Brando              | Erbalunga         | monastère des Bénédictines d'Erbalunga         | Bénédictines                         | 1862         | depuis le départ de la communauté des sœurs bénédictines, il était à l'abandon. Le diocèse d'Ajaccio veut faire de l'immense ensemble un centre spirituel diocésain et le centre pastoral du Cap Corse.                                |
| Santa-Maria-di-Lota | San Ghjacintu     | ancien couvent San Giacintu                    | Dominicains                          | 1605         | les Dominicains sont remplacés en 1895 par des Franciscaines missionnaires de Marie. Le jardin du couvent Saint-Hyacinthe est repris à l'Inventaire général du patrimoine culturel - MH.                                               |
| San-Martino-di-Lota | Mola              | ancien couvent Notre-Dame-des-Anges            | Capucins                             | XVIIe siècle | transformé en château au XXe siècle, puis en colonie de vacances pour EDF. Acquis par un particulier de la commune, il porte le nom de château Cagninacci. Il a été utilisé comme salle des fêtes et de nos jours en chambres d'hôtes. |

## Les couvents de Balagne
Au XIVe siècle aucune implantation de couvent n'avait été encore réalisée. Avec les seigneurs toscans venus libérer l'île du joug sarrasin, le christianisme va s'implanter solidement en Balagne. Les moines sont chargés de l'évangélisation. Seigneurs locaux et les possédants vont faire des dons de terres et de bâtiments aux abbayes bénédictines de Toscane et de Ligurie dont celle de Gorgone, pour faciliter cette influence monastique.
| Commune                   | Village ou hameau | Nom du couvent                     | Communauté        | Date        | Observations |
| ------------------------- | ----------------- | ---------------------------------- | ----------------- | ----------- | --- |
| Manso                     | Barghiana         | ancien couvent Santa Maria         |                   |             | ruiné. Il se trouve isolé dans la haute vallée du Fango. |
| Calvi                     | Basse ville       | ancienne abbaye                    | Franciscains      | XVIe siècle | désaffecté au XIXe siècle, transformé en hostellerie seconde moitié du XXe siècle.                                                                                                |
| Zilia                     | Alzi Pratu        | ancien couvent d'Alzi Pratu        | Franciscains      | 1509        | propriété d'une société privée, il a été transformé en habitations - MH. |
| Cateri                    | Marcasso          | couvent de Marcassu                | Bénédictins       | 1608        | Lieu de retraite. Le couvent renferme de nombreuses œuvres classées MH. |
| Corbara                   | Convento          | Couvent Saint-Dominique de Corbara | Franciscains      | 1436        | À l'origine, il s'appelait couvent Saint-François. Les Dominicains remplacent les Franciscains en 1861. Ils en partent en 1993. Il est depuis occupé par la communauté Saint Jean |
| Santa-Reparata-di-Balagna | Palmento          | ancien couvent Sant'Angelo         | Capucins          |             | détruit en 1790. |
| L'Île-Rousse              | Centre ville      | ancien couvent Saint-Michel        | Franciscains      | XIXe siècle | L’église de la Miséricorde était la chapelle de l'ancien couvent |
| L'Île-Rousse              | Centre ville      | ancien couvent des Sœurs-de-Marie  | Sœurs-de-Marie    | 1849        | Les Sœurs-de-Marie l'ont occupé de 1849 à 1955. Il est en cours d'acquisition par la communauté de communes                                                                       |
| Monticello                | Vortica (ruines)  | ancien couvent Sainte-Suzanne      |                   |             | Ne subsiste que la chapelle conventuelle Santa Suzanna |
| Speloncato                | Suàle             | ancien couvent de Speloncato       | Capucins          | 1621        | Ruiné. A été en partie restauré et aménagé en habitation. |
| Costa                     | Tuani             | ancien couvent de Tuani            | Franciscains      | 1494        | désaffecté - MH. |
| Belgodère                 | Convento          | ancien couvent de la Madonnuccia   | Servites de Marie | XVIe siècle | ruiné |

## Les couvents du Nebbiu.
| Commune               | Village ou hameau    | Nom du couvent                            | Communauté             | Date        | Observations |
| --------------------- | -------------------- | ----------------------------------------- | ---------------------- | ----------- | --- |
| Santo-Pietro-di-Tenda | Castagnamentu        | ancien couvent de San Ghjiseppu u Vecchju | Capucins               | 1532        | ruiné. Remplacé par San Ghjiseppu u Novu |
| Santo-Pietro-di-Tenda | Castagnamentu        | ancien couvent de San Ghjiseppu u Novu    | Capucins               | 1630        | construit autour de l’église pievane de San Petru, il est devenu la propriété d'un particulier depuis 1970 - classé MH.                                    |
| Oletta                | Casteluccio d'Oletta | ancien couvent Saint-François             | Franciscains           | XIIe siècle | Dans les années 1960, le couvent était occupé par des bénédictines. La dernière sœur y vécut à la bougie jusqu'en 1990. Seule la chapelle est inscrite MH. |
| Murato                | Couvento             | ancien couvent de Murato                  | Franciscains Récollets | 1615        | Pascal Paoli en chassa les moines pour en faire son quartier général entre 1755 et 1767.                                                                   |

## Les couvents de Bastia
En 1540 en pleine période d'incursions barbaresques, quelques religieux dont les pères Mariano de Santo-Pietro-di-Tenda (ou de Nebbio), Joseph de Fermo, Liberio de Domodossola et le frère Pierre de Sainte-Lucia-di-Mercurio, débarquèrent à Bastia. Ils commencèrent par y fonder le couvent Saint-Antoine de Bastia. Leur présence sur l'île contribua beaucoup à ranimer la foi.
« Après deux siècles d'apostolat, la province de Corse était bien florissante ; elle comptait 280 religieux profès, dont 60 prédicateurs et 18 couvents dont trois consacrés au noviciat et à la formation religieuse et scientifique des clercs ».
À la fin du XVIIIe siècle, Bastia compte dix couvents. Avec la Révolution, un grand nombre de ces édifices religieux ont été réquisitionnés par l’armée. Dès lors ils connurent de nombreuses transformations et ont été diversement aménagés (casernes, entrepôts, manutentions, hôpitaux...).
| Commune  | Village ou hameau | Nom du couvent                            | Communauté              | Date         | Observations |
| -------- | ----------------- | ----------------------------------------- | ----------------------- | ------------ | --- |
| Bastia   | Saint-Antoine     | couvent Saint-Antoine                     | Capucins                | XVIe siècle  | |
| Bastia   | Saint-Joseph      | couvent Saint-Joseph (San Ghjiseppu)      | Servites de Marie       | 1626         | |
| Bastia   | Terra Vecchia     | ancien couvent Saint-François             | Franciscains observants | XVIe siècle  | désaffecté. En 1777 il porte le nom de couvent hôpital militaire de Bastia. |
| Bastia   | Citadelle         | ancien couvent des Turquines              | Annonciades célestes    | XVIIe siècle | désaffecté. Bâtiment parallèle à l’Évêché et au Séminaire. Depuis la Révolution, il a été occupé par la troupe. |
| Bastia   | Terra Nuova       | ancien couvent des Clarisses              | Clarisses               | 1600         | Maison d'arrêt, racheté par un particulier et transformé en hôtel depuis 2003. |
| Bastia   | Terra Vecchia     | ancien couvent San Angelo (Sant'Anghjulu) | Franciscains réformés   | 1612         | était destiné à être un hospice pour les infirmes, les enfants abandonnés et les malades indigents. Le couvent Saint Ange a été utilisé par l’armée dès la révolution. |
| Bastia   | Terra Vecchia     | ancien couvent des Missionnaires          | Franciscains réformés   | 1612         | le couvent de la Mission a été le siège du gouvernement de Marbeuf en 1769. Il devint le Palais du Gouvernement sous l’occupation anglaise, préfecture, puis sous-préfecture et ensuite transformé en mairie. À la fin du XVIIIe siècle, il est le siège de la Cour d’Appel jusqu’à la construction du Palais de Justice actuel. Au XXe siècle, le couvent est devenu une caserne du 173e R.I. Il devient le Lycée Marbeuf et enfin l'actuel Lycée Jean Nicoli. |
| Lucciana | Quercitana        | ancien couvent Saint-François             | Franciscains            | XVe siècle   | Ruiné, il se trouve au milieu du cimetière. entra dans l’histoire de la Corse lors de la célèbre bataille de Borgo. En 1768, le comte de Marbeuf est défait face aux insurgés du général Paoli et les moines qui avaient pris le parti des patriotes corses. Au lendemain de la défaite des Corses, il se venge des moines en incendiant le couvent. |

## Les couvents du Centre Corse
| Commune    | Village ou hameau | Nom du couvent                         | Communauté   | Date | Observations |
| ---------- | ----------------- | -------------------------------------- | ------------ | ---- | --- |
| Calacuccia | Le couvent        | couvent Saint François du Niolu        | Franciscains | 1600 | le 25 juin 1774, sur ordre du général français Sionville, onze paysans sont pendus aux châtaigniers du couvent. Désaffecté, il sert de gîte, de lieu de retraite et de halte spirituelle. |
| Castifao   | Costagliole       | ancien couvent San Francescu di Caccia | Franciscains | 1510 | ruiné. En 1824 la commune décide d'en faire le cimetière municipal. L'église conventuelle est classée MH.                                                                                 |
| Corte      | Grossetti         | ancien couvent Saint François de Corte | Observantins | 1474 | Le couvent était le plus grand et le plus somptueux après celui de Bastia. En ruine, il ne reste plus que le clocher triangulaire de l'église conventuelle.                               |
| Corte      | Mairie            | couvent Saint François                 | Capucins     | 1620 | Ce couvent des Capucins maintes fois remaniée, désaffecté, propriété privée, a longtemps servi de salle de cinéma.                                                                        |
| Omessa     | Omessa            | ancien couvent d'Omessa                | Récollets    | 1624 | Désaffecté en 1789. En ruine. |

## Les couvents de Castagniccia
| Commune              | Village ou hameau | Nom du couvent                                               | Communauté              | Date        | Observations |
| -------------------- | ----------------- | ------------------------------------------------------------ | ----------------------- | ----------- | --- |
| Vescovato            | Village           | ancien couvent des Capucins                                  | Capucins                | 1540        | Ce couvent Notre-Dame-des-Grâces, délaissé après 1790, a été restauré. Il est la propriété de particuliers.                                                                    |
| Venzolasca           | Village           | ancien couvent Saint-François de Venzolasca dit "de Casinca" | Franciscains observants | XVIe siècle | cédé en 1639 aux franciscains réformés. Il est partiellement ruiné - repris à l'Inventaire général du patrimoine culturel .                                                    |
| Talasani             | Convento          | ancien couvent Saint-François dit "de Tavagna"               | Franciscains            | 1636        | encore nommé couvent de Pero, couvent de Tavagna. Incendié en 1798 en représailles, sur ordre du commissaire Salicetti - Repris à l'Inventaire général du patrimoine culturel. |
| Cervione             | Gallaccia         | ancien couvent Saint-François de Campoloro                   | Franciscains observants | 1506        | une imprimerie y est installée en janvier 1760 par Pascal Paoli |
| Linguizzetta         | NE du village     | ancien couvent de Verde                                      | Capucins                | 1656        | ruiné. Le baron Théodore de Neuhoff y séjourna quelques jours. Plusieurs consultes y ont eu lieu durant la révolte des Corses contre Gênes (1729-1769).                        |
| Morosaglia           | Convento          | ancien couvent Saint-François                                | Franciscains observants | 1699        | lieu de mémoire en raison des séjours qu'y ont fait Pascal Paoli et son frère Clément - MH.                                                                                    |
| Casabianca           | Sant' Antonio     | ancien couvent Sant' Antone                                  | Servites de Marie       | 1420        | ruiné, il est devenu un cimetière. Lieu où se tint la première Consulta du XVIIIe siècle, ainsi que la dernière en 1798. Récemment restauré partiellement - Inscrit MH.        |
| Piedicroce           | Village           | ancien couvent Saint-François dit "d'Orezza"                 | Franciscains            | 1483        | En grande partie ruiné, notamment par les Allemands en 1943. |
| Piazzali             | Piazzali          | ancien couvent Saint François                                | Franciscains            | 1236        | c'est dans ce couvent d'Alisgiani que le 15 avril 1736, le baron Théodore de Neuhoff est proclamé roi par les Corses - MH.                                                     |
| Alando               | Alando            | ancien couvent Saint-François du Bozio                       | Franciscains            | 1525        | ruiné. Seule subsiste l'église conventuelle. MH. |
| Ampriani             | Village           | ancien couvent de Zuani                                      | Capucins                | 1540        | - MH. |
| Piedicorte-di-Gaggio | Village           | ancien couvent de Piedicorte                                 | Capucins                | -           | - |

Matra - Couvent des Observantins (branche des Franciscains) édifié en 1642.

## Les couvents du Fiumorbo
| Commune              | Village ou hameau | Nom du couvent                | Communauté | Date         | Observations |
| -------------------- | ----------------- | ----------------------------- | ---------- | ------------ | --- |
| Ghisoni              | ancien couvent    |                               | Récollets  | XVIIe siècle | le 11 août 1739, M. de Vaux, capitaine du régiment d'Auvergne, occupe Ghisoni. Blessé par les Corses, il se réfugie dans le couvent. |
| Prunelli-di-Fiumorbo | Palestino         | ancien couvent Saint-François | Capucins   | XVIIe siècle | ruiné. Il avait été construit au début du XVIIIe siècle sur l'emplacement d'un précédent couvent de Franciscains.                    |

## Les couvents de l'Ouest Corse
| Commune | Village ou hameau | Nom du couvent                             | Communauté   | Date | Observations |
| ------- | ----------------- | ------------------------------------------ | ------------ | ---- | --- |
| Cargèse | Paomia            | ancien couvent de la Nativité de la Vierge | Basiliens    | 1676 | le couvent est abandonné en 1706, les moines étant morts ou ayant quitté définitivement Paomia. En 1727, il est réutilisé par un mont-de-piété ; il sera détruit en 1731, lors de l'insurrection des Corses contre Gênes.- MH. |
| Vico    | Paratella         | couvent Saint-François                     | Franciscains | 1499 | en 1836, il est investi fois par la congrégation des Oblats de Marie Immaculée. Expulsés, les pères reviennent en 1936. Le service de nombreuses paroisses devenues sans pasteur leur est confié.                              |

## Les couvents d'Ajaccio
| Commune          | Village ou hameau | Nom du couvent                | Communauté                           | Date         | Observations |
| ---------------- | ----------------- | ----------------------------- | ------------------------------------ | ------------ | --- |
| Ajaccio          |                   | ancien couvent des Jésuites   | Jésuites                             | XVIe siècle  | |
| Ajaccio          |                   | ancien couvent des clarisses  | Clarisses                            | XVIIe siècle | |
| Ajaccio          |                   | ancien couvent des Capucins   | Capucins                             | 1570         | Il a servi de bagne de 1803 à 1815. Propriété privée depuis 1828. C'est aujourd'hui l'école Saint-Paul Cours Napoléon              |
| Ajaccio          |                   | ancien couvent Saint-François | Mineurs observants (ou observantins) | 1612         | Il a été longtemps utilisé comme hôpital militaire. Il est rasé en 1970. À sa place se dresse aujourd'hui l'immeuble "Diamant II". |
| Ajaccio          |                   | couvent Saint-Antoine         | Franciscains                         |              | Saint-Antoine est l'église conventuelle                                                                                            |
| Valle-di-Mezzana | U Cunventu        | ancien couvent de la Mezzana  | Franciscains                         | XVIIe siècle | le 9 mai 1769, le général français Narbonne occupe le couvent.                                                                     |

## Les couvents du Sud Corse
| Commune                 | Village ou hameau   | Nom du couvent                         | Communauté                           | Date | Observations |
| ----------------------- | ------------------- | -------------------------------------- | ------------------------------------ | ---- | --- |
| Santa-Maria-Siché       | Convento ; Dicceppo | ancien couvent de Santa Maria d'Ornanu | Mineurs observants (ou observantins) | 1624 | couvent d'Observants Saint-François dit couvent d'Ornano - repris à l'Inventaire général du patrimoine culturel.                                                              |
| Petreto-Bicchisano      | Bicchisano          | ancien couvent Saint-François-d'Istria | Franciscains                         | 1591 | |
| Olmeto                  |                     | ancien couvent Saint-Antoine           | Capucins                             | 1717 | le couvent fut vendu à la Révolution, puis donné à la paroisse en 1860. Il est entièrement ruiné. - MH.                                                                       |
| Sainte-Lucie-de-Tallano | Sainte-Lucie        | ancien couvent Saint-François          | Franciscains                         | 1492 | il fut vendu à la Révolution comme bien national. - MH. |
| Sartène                 | Ouest ville         | couvent Saints-Côme-et-Damien          | Franciscains                         | 1861 | Il a été légué en 1907 à l'Église par la famille Bartoli de Rocca-Serra. Depuis 1950, il est habité par des Franciscains mexicains qui desservent les paroisses de la région. |
| Sartène                 |                     | ancien couvent Saint-Joseph            |                                      |      | Abrite la Bibliothèque départementale de prêt. |

## Les couvents de Bonifacio
| Commune   | Village ou hameau | Nom du couvent                 | Communauté   | Date         | Observations |
| --------- | ----------------- | ------------------------------ | ------------ | ------------ | --- |
| Bonifacio |                   | ancien couvent Saint-Dominique |              | XIVe siècle  | propriété de la commune - inscrit MH.                                                                            |
| Bonifacio |                   | ancien couvent Saint-Julien    | Franciscains | XIIIe siècle | propriété d'une personne privée - inscrit MH.                                                                    |
| Bonifacio |                   | ancien couvent Saint-François  | Franciscains | XIIIe siècle | propriété de la commune, une partie abrite l'école de musique, l'église dessert le cimetière marin - inscrit MH. |